# Paul Hamlyn
Paul Hamlyn, barón Hamlyn, CBE (12 de febrero de 1926 - 31 de agosto de 2001) fue un editor y filántropo británico nacido en Alemania, quien estableció la Fundación Paul Hamlyn en 1987.

## Primeros años
Nació como Paul Bertrand Wolfgang Hamburger en Berlín, Alemania, en 1926. Sus padres eran Richard Hamburger, un pediatra en el Hospital Charité de Berlín, y su esposa Lili, una cuáquera de ascendencia polaca.
Cuando los nacionalsocialistas llegaron al poder y su padre fue obligado a abandonar su profesión, la familia Hamburger, que era judía, se trasladó a Londres. A su llegada, la familia vivió en St. John's Wood y el joven Hamburger fue educado en la Escuela St Christopher en Letchworth, Hertfordshire.
Su padre falleció en 1940 cuando Paul tenía 14 años. Poco después cambió su apellido a Hamlyn, que eligió del directorio telefónico.

## Carrera
Comenzó su carrera editorial en 1949, vendiendo libros desde una carretilla en Camden, al noroeste de Londres. En 1965 fundó Music for Pleasure Records como una empresa conjunta con EMI. Transformó Paul Hamlyn Group y Octopus Publishing Group, ahora propiedad de Hachette Livre, en importantes casas editoriales del Reino Unido.
Su éxito se basó en la idea de publicar libros vistosos y brillantes en color que atrajeran a un mercado minorista no literario. Por ejemplo, en 1961 publicó el influyente libro de cocina doméstica de Marguerite Patten, Everyday Cook Book in Colour, un gran éxito que estableció a Hamlyn en el mercado minorista de cocina. Everyday Cook Book in Colour había vendido más de un millón de copias para 1969. Hamlyn utilizó el color en un momento en el que era inusual y costoso para los editores de libros hacerlo, accediendo a impresoras y editores en Checoslovaquia, como Artia, con ese propósito. Fue una de varias innovaciones que incluyeron vender sus libros en puntos de venta minoristas como supermercados y ferreterías, además de los puntos de venta literarios habituales.
Publicó varias series de libros, incluyendo los Hamlyn All-Colour Paperbacks, Los Retratos de la Grandeza y La Biblioteca de Arte en Color.

## Premios
En 1993, Hamlyn se convirtió en el primer canciller de la Universidad de West London y también recibió una medalla de la Real Sociedad de las Artes. Fue nombrado CBE en los Honores del Cumpleaños de 1993 y fue designado Par Vitalicio Británico el 23 de febrero de 1998, con el título de Barón Hamlyn, de Edgeworth en el Condado de Gloucestershire.

## Filantropía y legado
Estableció la Fundación Paul Hamlyn en 1987 como un enfoque para sus intereses caritativos, y ahora es una de las organizaciones de donación de subvenciones independientes más grandes del Reino Unido. La fundación administra los Premios para Artistas, cuyos objetivos incluyen "animar a los artistas a seguir practicando a pesar de las presiones externas, financieras o de otro tipo".
La biblioteca de referencia dentro de la Sala de Lectura del Museo Británico fue nombrada Biblioteca Paul Hamlyn en 2000, tras recibir financiamiento de su fundación, aunque el Museo Británico tomó la decisión de cerrar permanentemente la Biblioteca Paul Hamlyn a partir de agosto de 2011. La Biblioteca Paul Hamlyn que se inauguró en la Universidad de West London en septiembre de 2015 no está relacionada con la antigua biblioteca de referencia de la Sala de Lectura del Museo Británico del mismo nombre.
En mayo de 2007, la Royal Opera House anunció que el atrio de la Sala Floral será renombrado Sala Paul Hamlyn en su honor, tras una donación de £10 millones de su fundación al Fondo de Educación Paul Hamlyn que será utilizado por la Royal Opera House para apoyar sus actividades educativas y comunitarias.

## Vida personal
Hamlyn se casó primero con Eileen Watson, con quien tuvo dos hijos, Michael y Jane, y en segundo lugar con Helen Guest (en 1970), quien le sobrevive. Helen Hamlyn es diseñadora y filántropa, quien encabeza el Fideicomiso Helen Hamlyn.
El hermano de Paul Hamlyn, Michael Hamburger (1924-2007), fue poeta y traductor.

## Fallecimiento
Hamlyn falleció a los 75 años el 31 de agosto de 2001.